# Liste der Baudenkmale in Röckwitz
In der Liste der Baudenkmale in Röckwitz sind alle denkmalgeschützten Bauten der Gemeinde Röckwitz (Mecklenburg-Vorpommern) und ihrer Ortsteile aufgelistet. Grundlage ist die Veröffentlichung der Denkmalliste des Landkreises Mecklenburgische Seenplatte (Auszug) vom 20. Januar 2017.

## Baudenkmale nach Ortsteilen

### Gützkow
| ID  | Lage                                            | Bezeichnung                              | Beschreibung | Bild           |
| --- | ----------------------------------------------- | ---------------------------------------- | --- | -------------- |
| 486 | Dorfstraße 11-15                                | Schloßanlage mit                         | |                |
| 486 | Dorfstraße 14 (Karte)                           | Schloß                                   | 1-geschoss. f15-achsiger Putzbau mit Mansarddach und beidseitigen, 2-gesch., 3-achsigen Mittelrisaliten mit Wappenkartuschen in Lünettengiebeln# umgeben von Gutsanlage und Park. | Weitere Bilder |
| 486 | Dorfstraße 11, 12                               | Inspektorenhaus,                         | |                |
| 486 | Dorfstraße 13, 13a                              | linkes Kavalierhaus                      | |                |
| 486 | Dorfstraße 15                                   | rechtes Kavalierhaus                     | |                |
| 486 | Dorfstraße (südlich des rechten Kavalierhauses) | Pferdestall,                             | |                |
| 486 |                                                 | Park mit                                 | |                |
| 486 | Dorfstraße 13                                   | Grotte (Eiskeller) in der Teichinsel und | |                |
| 486 |                                                 | Küchengartenmauer                        | |                |
| 486 |                                                 | Pflasterung einschließlich Vorfahrt      | |                |

### Röckwitz
| ID  | Lage                                | Bezeichnung | Beschreibung | Bild       |
| --- | ----------------------------------- | ----------- | --- | ---------- |
| 924 | Ringstraße (gegenüber Ringstraße 3) | Kirche mit  | Verputzte Backsteinkirche mit Feldsteinsockel von 1300 mit verputztem Fachwerkturmaufsatz aus dem 18. Jahrhundert# Innen: Schrein eines Schnitzaltars, zwei Figuren aus dem späten 15. Jahrhundert. | Kirche mit |
| 924 |                                     | Friedhof    | |            |

## Quelle
- Karte der Baudenkmale im Geoportal des Landkreises